# Zhang Xun
Zhang Xun (em chinês tradicional: 张勋, chinês simplificado: 张勋; pinyin: Zhang Xun, 16 de setembro de 1854 – Tianjin, 11 de setembro de 1923) foi um general chinês leal à Dinastia Qing, que promoveu a restauração de curta duração do imperador Pu Yi em julho de 1917.
Foi um escolta militar da imperatriz Cixi durante a Revolta dos Boxers. Lutou contra os revolucionários em Nanquim em 1911. No entanto, com a proclamação da República da China em 1912, apoiou Yuan Shikai, tanto durante seu mandato como presidente e depois como imperador. Zhang conseguiu tomar Nanquim, que estava nas mãos do Kuomintang em 1913, e apesar de suas tropas saquearem selvagemente a cidade, Yuan o nomeou marechal de campo.
No entanto, após a morte de Yuan em 1916, Zhang voltou aos seus objetivos de restaurar o domínio imperial e em 1 de julho de 1917 entrou em Pequim com Kang Youwei e restaurou o imperador Pu Yi. Por sua ação, é nomeado primeiro-ministro pelo imperador, mas a ação não foi aceita no resto da China e em 12 de julho foi suprimida restauração por vários senhores da guerra. Zhang refugiou-se na delegação holandesa em Pequim, e desde então se retirou da vida política.